# Збройні сили Республіки Абхазія
Збройні сили Республіки Абхазія — збройне формування Абхазії, самопроголошеної держави, визнаної чотирма державами світу. Складаються із сухопутних військ, військово-повітряних та військово-морських сил.
Росія розміщує свої війська в цьому регіоні ще з початку 90-тих. 24-го листопада 2014 Росія та невизнана республіка підписали договір про військову кооперацію для створення «об'єднаної групи військ».

## Історія
Міністерство оборони (МО) створено 1993 року. Проте днем створення ЗС Абхазії вважається 11 жовтня 1992 року. 11 жовтня 1992 Голова Президії Верховної Ради Республіки Абхазія Владислав Ардзінба підписав указ про створення Міністерства Оборони та Генерального штабу. Ця дата офіційно вважається Днем створення Збройних Сил республіки — днем народження абхазької армії.

## Структура

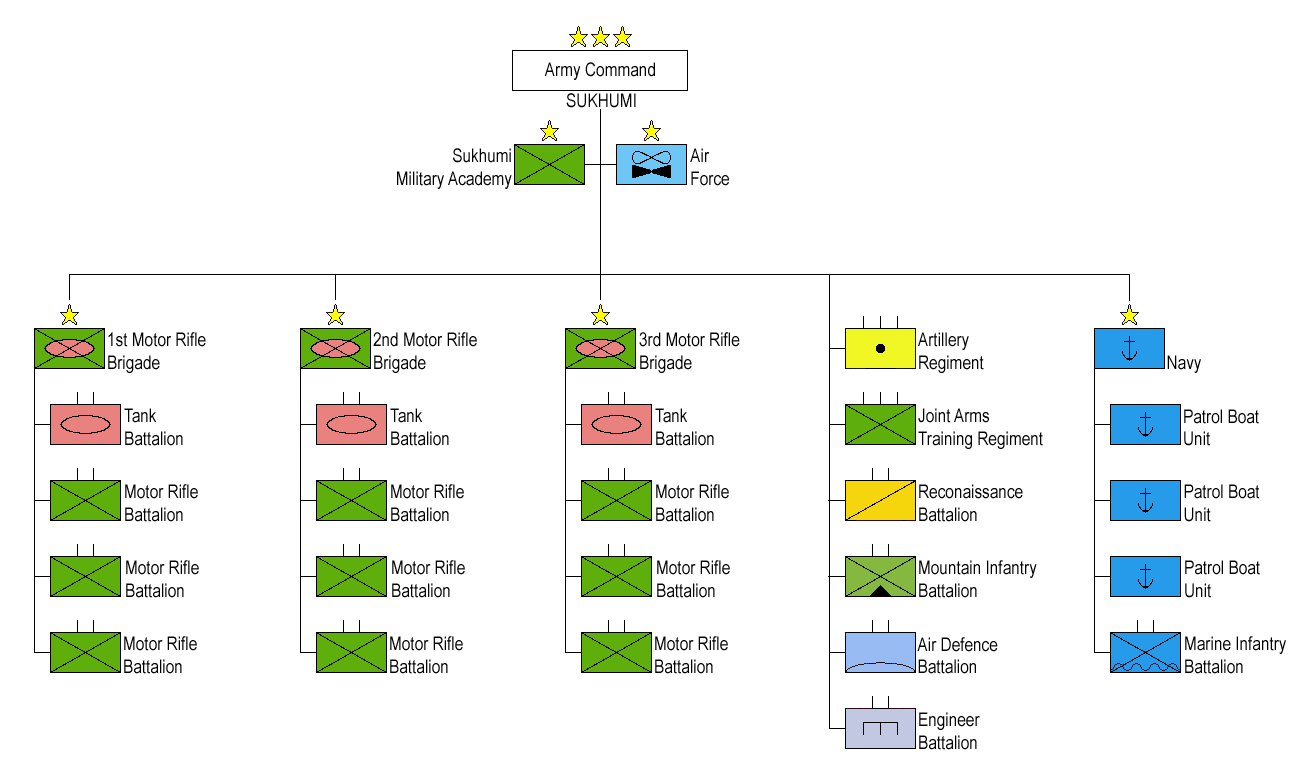
Структура збройних сил Абхазії.

Сухопутні війська організаційно поділяються на три військових округи: Центральний (Сухумі), Східний (Очамчире) та Західний (Піцунда). Для оперативної мобілізації в разі необхідності з резервістів можуть бути сформовані резервні бригади.
Чисельність особового складу армії — 2100—2200 осіб (при чисельності населення Абхазії 242 тис. осіб).
У складі ЗС Абхазії є 3 мотострілецьких бригади (в кожній 3-4 мотострілецьких батальйони і один танковий батальйон), а також окремі підрозділи: артилерійський полк, інженерний батальйон, гірськострілецький батальйон, розвідувальний батальйон; окремі групи спеціального призначення. Як окремі роди військ є військова авіація та військово-морські сили.

## Сухопутні сили
Сухопутні війська мають 9 танків Т-72, 50 танків Т-55, 95 гармат та мінометів, у тому числі — 152-мм гаубиці та САУ, 23 РСЗВ БМ-21 Град, 260 одиниць бронемашин.

### Важка техніка

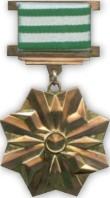
Медаль «Герой Абхазії»

| Країна-виробник | Найменування | Тип   | Чисельність                   | Примітки |
| Танки           | Танки        | Танки | Танки                         | Танки    |
| --------------- | ------------ | ----- | ----------------------------- | -------- |
| СРСР            | Т-55         | Танк  | 50                            |          |
| СРСР            | Т-72         | Танк  | ~ 9                           |          |
|                 |              |       |                               |          |
| БМП та БТР      |              |       |                               |          |
| СРСР            | БМП-1        | БМП   | 45                            |          |
| СРСР            | БМП-2        | БМП   | 25                            |          |
| СРСР            | БТР-60       | БТР   | 2                             |          |
| СРСР            | БТР-70       | БТР   | 1                             |          |
| СРСР            | БРДМ-2       | БТР   | 11                            |          |
| СРСР            | МТ-ЛБ        | БТР   | 12 (з них 8 озброєні ЗУ-23-2) |          |

### Артилерія
Загальна кількість артилерійських систем — 264 одиниці.
| Країна-виробник                   | Найменування                      | Тип                               | Чисельність                       | Примітки                          |
| Реактивні системи залпового вогню | Реактивні системи залпового вогню | Реактивні системи залпового вогню | Реактивні системи залпового вогню | Реактивні системи залпового вогню |
| --------------------------------- | --------------------------------- | --------------------------------- | --------------------------------- | --------------------------------- |
| СРСР                              | РСЗВ БМ-21 «Град»                 | РСЗВ                              | 14                                |                                   |
| Міномети                          |                                   |                                   |                                   |                                   |
| СРСР                              | 82 мм міномет                     | міномет                           | ?                                 |                                   |
| СРСР                              | 120 мм міномет                    | міномет                           | ?                                 |                                   |
| Протитанкові гармати              |                                   |                                   |                                   |                                   |
| СРСР                              | 85-мм гармата Д-44                | протитанкова гармата              | ~ 6                               |                                   |
| Буксирувана артилерія             |                                   |                                   |                                   |                                   |
| СРСР                              | 122 мм гаубиць Д-30               | гаубиця                           | 18                                |                                   |

### Засоби ППО
| Країна-виробник                | Найменування                   | Тип                            | Чисельність                    | Примітки                       |
| Засоби протиповітряної оборони | Засоби протиповітряної оборони | Засоби протиповітряної оборони | Засоби протиповітряної оборони | Засоби протиповітряної оборони |
| ------------------------------ | ------------------------------ | ------------------------------ | ------------------------------ | ------------------------------ |
| СРСР                           | Бук                            | ЗРК                            | ?                              |                                |
| СРСР                           | ЗРК «Стріла-10»;               | ЗРК                            | ?                              |                                |
| СРСР                           | ЗСУ-23-4 «Шилка»               | ЗСУ                            | 5                              |                                |
| СРСР                           | 57-мм зенітні гармати С-60     | ППО                            | ?                              |                                |
| СРСР                           | 23 мм зенітні гармат ЗУ-23-2   | ППО                            | 12                             |                                |
| СРСР                           | ПЗРК «Игла» та «Стріла»        | ПЗРК                           | 250                            |                                |

### Протитанкові засоби
| Країна-виробник | Найменування        | Тип  | Чисельність | Примітки |
| --------------- | ------------------- | ---- | ----------- | -------- |
| СРСР            | РПГ-7               | РПГ  | ?           |          |
| СРСР            | РПГ-18              | РПГ  | ?           |          |
| СРСР            | РПГ-22              | РПГ  | ?           |          |
| СРСР            | РПГ-26              | РПГ  | ?           |          |
| СРСР            | РПГ-27              | РПГ  | ?           |          |
| СРСР            | СПГ-9               |      | ?           |          |
| СРСР            | 9К14/9К11 «Малютка» | ПТКР | ?           |          |
| СРСР            | 9К113 «Конкурс»     | ПТКР | ?           |          |
| СРСР            | 9К111 «Фагот»       | ПТКР | ?           |          |
| СРСР            | 9М113 «Конкурс-М»   | ПТКР | ?           |          |

## Військово-повітряні сили

### Історія
Днем утворення ВПС Абхазії вважається 27 серпня 1992. У цей день з Північного Кавказу прилетіли перші літаки та доставили вантаж військового призначення в Гудауті, на польовий аеродром «Лихнашта».
| Тип         | Виробництво | Призначення                                          | Кількість | Примітки |        |
| Літаки      | Літаки      | Літаки                                               | Літаки    | Літаки   | Літаки |
| ----------- | ----------- | ---------------------------------------------------- | --------- | -------- | ------ |
| Л-39        | СРСР        | навчально-тренувальний літак навчально-бойовий літак | 5         |          |        |
| Ан-2        | СРСР        | літак загального призначення                         | 3         |          |        |
| Як-52       | СРСР        | навчально-тренувальний літак                         | 1         |          |        |
| Гелікоптери |             |                                                      |           |          |        |
| Мі-17       | СРСР        | багатоцільовий вертоліт                              | 2         |          |        |
| Мі-8        | СРСР        | багатоцільовий вертоліт                              | 2         |          |        |
| Мі-24П      | СРСР        | транспортно-бойовий вертоліт                         | 2         |          |        |

Літаки:
П'ять навчально-бойових машин Л-39 у варіанті легкого штурмовика базуються на території цивільного аеропорту Бабушери, транспортна авіація має на озброєнні три Ан-2, один Як-52.
Гелікоптери:
Два гелікоптери Мі-17, два Мі-8, два Мі-24П.

## Військово-морські сили
ВМС Абхазії діляться на три дивізіони, штаб розташований в районі Сухумського маяка. Основні бази флоту: Сухумі, Очамчира, Піцунда.
Склад ВМС: 2 дивізіони морських катерів (8 од. типу «Гриф», 2 од. проекту 1415 типу «Кулик», 2 од. БКА проекту 1204, кілька одиниць т. «Невка» та «Стриж». Основні пункти базування — Сухумі, Очамчира. Чисельний склад — 600 осіб. Батальйон морської піхоти з 350 осіб, на озброєнні яких чотири БМП-2, кілька СПГ-9 та мінометів.
- За даними департаменту захисту державного кордону Грузії, ВМС Абхазії мають патрульний катер проекту 205П «Тарантул», 8 сторожових катерів проекту 1400м «Гриф», 12 катерів на підводних крилах «Невка», 7-10 катерів інших модифікацій[7].

## Командувачі
Верховний головнокомандувач — Президент Республіки Абхазія Рауль Хаджимба.
Міністр оборони Мераб Кишмарія.

### Начальники Генерального Штабу
- (30 березня 2011 — ???) перший заступник міністра оборони генерал-майор Володимир Васильченко[8]
- (??? — дотепер) Хрульов Анатолій Миколайович.

## Російські війська

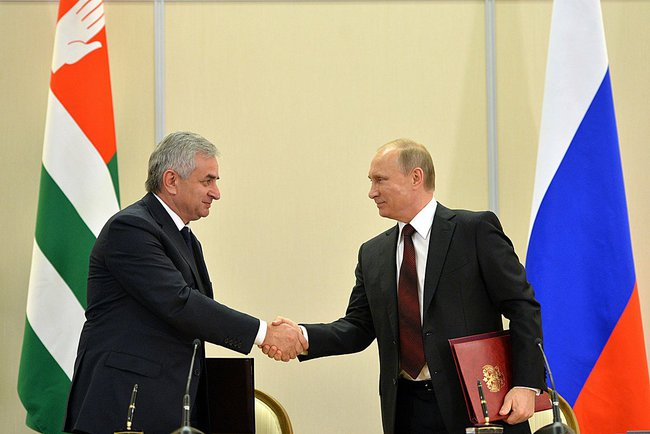
Зустріч Рауля Хаджимби та Володимира Путіна в листопаді 2014-го в Сочі під час підписання договору про союзництво і стратегічне партнерство.

В березні 2012-го, тодішній головнокомандувач ВПС РФ Олександр Зелін заявив що Росія розгорнула на території Абхазії ракети С-300 з метою протиповітряного захисту Абхазії та Південної Осетії. Що заперечив самоназваний міністр закордонних справ Абхазії Максим Гвіньїя. Проте прем'єр-міністр регіону Сергій Шамба та спікер держдепартаменту США заявили що ракети знаходяться на території Абхазії вже більше року.

## Військова освіта
Поповнення офіцерського корпусу Збройних сил Абхазії відбувається як за рахунок підготовки у військових навчальних закладах Російської Федерації, так і в своєму власному Сухумському вищому загальновійськовому командному училищі.
- Сухумське вище загальновійськове командне училище діє з 1995 року. Основне завдання СВЗКУ — підготовка офіцерів із середньою військовою та вищою цивільною освітою. Викладацький та командний склад училища укомплектований досвідченими кадрами. Серед них чотири кандидати наук. На офіцерських курсах при СВЗКУ проходять перепідготовку офіцери Збройних Сил Абхазії. Училище випускає лейтенантів за наступними спеціальностями: артилеристи, танкісти, розвідники, прикордонники, моряки. Випускники училища поряд із військовою спеціальністю мають і цивільну спеціальність.[11]

- Для перепідготовки офіцерів є загальновійськова академія Міноборони РА при абхазькому держуніверситеті. Основне призначення Загальновійськової академії — підготовка висококваліфікованих офіцерів з вищою військовою освітою. Загальновійськова академія Збройних Сил РА — це перший військово-навчальний заклад, на який покладено підготовку офіцерських кадрів оперативно-тактичної ланки командно-штабного профілю. Академія має стаціонарну та польову навчально-матеріальну бази, що дозволяє готувати слухачів відповідно до навчальних планів та програм підготовки. Вона постійно вдосконалюється, оснащується сучасним озброєнням та технікою, стендами, агрегатами, електронно-обчислювальними машинами та технічними засобами навчання. Випускники академії займають провідні командні посади у Збройних Силах.[11]